# Orbitala cortex
Orbitala cortex är en av två huvudsakliga zoner i det prefrontala cortex. Den orbitala kommer från latin där orbita betyder ögonhåla och ligger i den nedre regionen och kallas ibland även för ventral (av latin venter, buk) för att den ligger på frontallobens undersida. 

## Samverkan med andra delar av hjärnan
Den prefrontala barkens orbitala cortex, är tätt länkat till den limbiska strukturen och betraktas som ett centrum för känslor, värderingar och sociala förmågor. Orbitala cortex är så pass länkat att den kan anses vara limbiska systemets överordnade, associativa bark. Det limbiska systemet är ett system som arbetar med både kemiska signaler och nervimpulser. Hjärnan påverkas av det limbiska systemet när det utsätt för störningar som överstiger nivåer som skapar obalans. Det är när hjärnan påverkas av det limbiska systemets obalans som man känner känslor, t.ex. oro eller smärta, och agerar kognitivt och motoriskt för att skapa en balans igen. 
Den orbitala barken integrerar tänkandets känslomässiga markörer med resterande kortikala processer. Systemet i den orbitala barken är interagerande med kommunikation i båda riktningarna. Där i den orbitala barken flätas känslomässiga föreställningar och personliga associationer av känslor, skapade av de positiva och negativa känslor som det limbiska systemets obalans, tillsammans med andra mentala bilder i kunskaper eller tankeverksamhet. 

## Funktion
I den orbitala barken finns neurala nätverk som tack vare det limbiska och autonoma systemets registrering i orbitala barken gör det möjligt för människor att minnas och uppleva känslor. I en komplicerad närvaro så är det våra emotionella associationer och minnen som blir viktiga faktorer för våra tankar, reaktioner och beslut. Skador i den orbitala barken har därför stora negativa konsekvenser på människans förmåga att fatta beslut och utveckla känslor och empati. 
Den orbitala barken ger människan ett emotionellt register som domineras av den sociala instinkten. Det är frontallobernas orbitala bark som är nyckeln till den neuropsykologiska organisationen av emotionella och sociala och empatiska förmågor. Tack vare människans unika kommunikationssystem, språket, så har dessa sociala och emotionella system kunnat bli så komplexa. 
I orbitala cortex finns det även strukturer med omfattande neurala förbindelser till den dorsolaterala kortikala regionen och är i stor utsträckning inriktad på den egna organismens känslor och behov. Det är den orbitala barken som utgör kortikala huvudlänken i sammanförandet av känslor och sociala situationer med kognitiva processer. Frontallobens orbitala bark organiserar och lagrar även sociala och känslomässiga minnen genom integrationen av emotioner och värderingar tillsammans med ”fakta” från minnen och kunskaper. Den orbitala barken är därför utgångspunkten för människans förmåga att tänka rationellt.

## Skadeeffeker
Skador i orbitala cortex utmärks av ansvarslösa handlingar, bristande hämningar, brist på hänsyn mot andra, självupptagenhet och motorisk rastlöshet. Rationellt tänkande och beslutsfattande är komplicerade verksamheter som sluts samman i orbitala cortex tillsammans med känslor och minnen från det limbiska systemet. När orbitala cortex skadas så försämras således även förmågan att tänka rationell och att fatta bra beslut. Kliniska studier talar starkt för att orbitala cortex organiserar och förmedlar känslor och dess associativa integrering i tankeprocesser och vid en skada i orbitala cortex så förlorar individen förmågan att aktivera känslomässigt djupa värderingar. Då denna bark skadas försvinner den känslomässiga förankringen i individens beteende och individen agerar ansvarslöst utan förmåga till sunt förnuft. Den svårigheten tenderar att vara kronisk eftersom den drabbade inte har förmåga att lära sig av sina misstag och förblir på en emotionell nollpunkt.